# Лесевич, Владимир Викторович
Владимир Викторович Лесевич (15 [27] января 1837, Полтавская губерния — 13 [26] ноября 1905, Санкт-Петербург) — русский философ. 

## Биография
Родился 15 (27) января 1837 года в селе Денисовка Лубенского уезда Полтавской губернии.
Окончил в 1851 году Киевскую гимназию[уточнить], в 1855 году — Петербургское инженерное училище. В 1856—1859 годах служил на Кавказе, в 1-м Кавказском сапёрном батальоне. В 1861 году окончил Академию генерального штаба, но уже в 1862 году вышел в отставку.
Поселился в родовом имении, где открыл в 1864 году школу с украинским языком обучения, которая вскоре была закрыта (этот факт получил широкую огласку; в частности, об этом были публикации «Санкт-Петербургских ведомостях», «Домашней беседе», а также в герценовском «Колоколе»; позже Лесевич встречался с Герценом в Лондоне). 
В 1860-е годах сотрудничал в журналах «Отечественные записки», «Вестник Европы». В 1870-х гг. принадлежал к кружкам петербургской интеллигенции «Общество трезвых философов» и «Ольхинский клуб» . В 1875 году учредил в Санкт-Петербурге «Литературный фонд им. Т. Шевченко» и «Украинское издательское общество», в котором намеревался напечатать книги на украинском языке, что было запрещено согласно Эмсскому указу 1876 года.
За связь с народниками был арестован; летом 1879 года находился в Нижегородской тюрьме, затем отправлен в ссылку: в 1879—1881 годах жил в Сибири, где познакомился с деятелями сибирского областничества. С 1882 года жил в Полтаве (жил в усадьбе Владимира Леонтовича, женатого на его дочери Юлии), с 1885 года — в Твери. В 1883 году в «Вестнике Народной воли» под псевдонимом Украинец была опубликована его статья «Революционеры и естественный ход событий» (Женева, № 1). В ней он, в частности, отстаивал тезис, что насильственное уничтожение представителей царских властей «имеет свое полное оправдание»; обосновывал неизбежность революции в России; скептически смотрел на возможность просвещения крестьянства, считая его «рутинной массой».
В 1888 году ему было позволено вернуться в столицу, где он вошёл в кружок Михайловского и активно сотрудничал в журнале «Русское богатство».  Читал лекции в Высшей русской школе публичных наук. Организовал в Петербурге Общество изучения этнографии и истории Украины.
Был активным сторонником национального самоопределения Украины. Материально поддерживал М. П. Драгоманова и издательства галицких радикалов Украинской радикальной партии, дружил с Иваном Франко и Михаилом Грушевским. В 1901 году был выслан из Санкт-петербурга и уехал за границу; в 1902 году был в Италии, в 1903 году — во Франции, участвовал в Международном социологическом конгрессе в Париже.
Умер в Киеве 13 (26) ноября 1905 года. Похоронен в Киеве на кладбище «Аскольдова могила». Согласно завещанию, его библиотека была передана Обществу имени Тараса Шевченко.
В своих первых работах философского характера Лесевич пропагандировал идеи позитивистов (прежде всего О. Конта), Л. Фейербаха, П. Л. Лаврова. Опубликовал ряд трудов: «Очерки развития идеи прогресса» (1868); «Философия истории на научной почве» (1869); «Позитивизм после Конта» (1869); «Новейшая литература позитивизма» (1870). Выступал против «пережитков» теологии и метафизики.  Считал, что победа «положительной», «научной», стадии развития мысли неизбежна. В религии видел ограничивающий свободу человека духовный источник.
В дальнейшем он занялся разработкой гносеологической проблематики, которой, по его убеждению, «первый позитивизм» уделял неоправданно мало внимания. Он считал необходимым использовать новейшие научные методы для обоснования «позитивной» философской теории познания. Особое внимание Лесевич уделял социальной проблематике, считая, что и в области социологии позитивистская методология должна сыграть решающую роль. Он различал в социологической теории два раздела: социальную статику, изучающую характер и условия организации общества и социальную динамику, рассматривающую закономерности функционирования общественных образований.
Высшую стадию позитивизма он видел в научно-критической философии, черты которой обрисовал в «Опыте критического исследования основоначал позитивной философии» (СПб., 1877), «Письмах о научной философии» (СПб., 1878) и в этюде: «Что такое научная философия?» (СПб., 1891). 
Написал несколько статей по буддизму: «Буддийский нравственный тип» («Северный вестник». — 1886. — № 5); «Новейшие движения в буддизме» («Русская мысль». — 1887. — № 8); «Религиозная свобода по эдиктам царя Асоки Великого» («Вопросы философии». — 1889. — Кн. 1). Многие его статьи философского содержания вошли в состав книги: «Этюды и очерки» (СПб., 1886)
Был женат на Лидии Парменовне Пичугиной (1844—1901).